# Ipodoryctes perakensis
Ipodoryctes perakensis är en stekelart som beskrevs av Sergey A. Belokobylskij 2001. Ipodoryctes perakensis ingår i släktet Ipodoryctes och familjen bracksteklar. Inga underarter finns listade i Catalogue of Life.